# 4221 Picasso
A 4221 Picasso (ideiglenes jelöléssel 1988 EJ) a Naprendszer kisbolygóövében található aszteroida. Jeff T. Alu fedezte fel 1988. március 13-án.